# Te Muka Falls
Die Te Muka Falls (auch bekannt als Stalactite Falls) sind ein Wasserfall bislang nicht ermittelter Fallhöhe auf der Māhia Peninsula in der Region Hawke’s Bay auf der Nordinsel Neuseelands. Auf der Westseite der Halbinsel liegt er im Lauf eines namenlosen Bachs, der wenige hundert Meter hinter dem Wasserfall in südwestlicher Fließrichtung in die Hawke Bay mündet.